# Luftrør
Luftrøret er en mukøs membrankanal der løber i forlængelse af strubehovedet efter dens udgang ved underkanten af ringbrusken, hvor den fungerer som luftvej ned til lungerne. Efter udspring ved ringbrusken er trachea omringet skiftevist af C-formede hyalinbrusk hestesko (Latin: cartilagines tracheales) samt de elastiske membraner der forbinde disse ringe. Åbningerne i hesteskoene lukkes af en lang glat muskel, musculus trachealis.
Problemer med luftrøret, såsom kraftig hævelse, fremmedlegemeblokage, eller andre situationer der kan forhinde dens funktion er årsag til kvælning.

## Struktur
Det indre hulrum i luftrøret holdes permanent åbent af dens bruskskelet, modsat spiserøret som er sammenklappet når der ikke er føde i det. Bruskskelletet består af 16-20 hesteskoformede ringe og deres elastiske membraner, som sørger for at luftrøret ikke kollapser ved undertryk og at der derfor altid er frie luftveje i trachea.
Bruskringene betegnes cartilagines tracheales, og de elastiske membraner imellem ligamentii anularia. Desuden er den første bruskring også forbundet superiort til ringbrusken via ligamentum cricotracheale.
Diameteren på det indre hulrum ligger på omkring 1,5 til 2 centimeter, og reguleres af musculus trachealis, som løber nedad langs bagsiden af trachea, hvor den hæfter sig i de åbne ender af de hesteskoformede bruskringe. Regulering af diameteren har til formål at øge lufttrykket i trachea for at bedre facilitere udskiftningen af luft i alveolerne.

### Forløb og relationer
Luftrøret løber hele vejen fra udgangen af strubehovedet ved undersiden af ringbrusken, ned til bifurcatio tracheae hvor den deler sig i de to hovedbronchier, som har samme overordnede struktur som selve luftrøret.
Selve forløbet fordeles i en halsdel (pars cervicales) samt en brystdel (pars thoracica). Halsdelen ligger præcist medialt, og løber langst de cervicale ryghvirvler nedad halsen hvor den overgår til brystdelen. Brystdelen fortsætter fra det thorakale indløb ned til bifurcatio, og er også hovedsageligt medialt placeret.

#### Halsdelens relationer
- Skjoldbruskkirtlen, superoanteriort
- Venii thyroideae inferiores, anteriort efter udgang fra den inferiore del af skjoldbruskkirtlen
- Musculus sternohyoideus og sternothyroideus, lateroanteriort
- Halsfascien, anteriort
- Spiserøret, dorsalt
- Nervus laryngeus recurrens, laterodorsalt langs med luftrøret

#### Brystdelens relationer
- Arcus aortae, til venstre for luftrøret omkring 4. brysthvirvel. Forskyder luftrøret svagt til højre her
- Truncus braciocephalicus til højre og anteriort for luftrøret, snor sig opad langs denne så den til sidste ligger lateralt for denne
- Arteria carotis communis sinistra og dextra snor sig begge to op langs luftrørets lateralsider. Sinistra ligger først anteriort for luftrøret, men snor sig op lateralt på samme måde som braciocephalicus
- Vena brachiocephalica sinistra krydser anteriort luftrøret, profundt for truncus braciocephalicus og arteria carotis communis sinistra
- Brystdelen er forstat i tæt relation til spiserøret, som stadig ligger dorsalt.
- Vena azygos til højre for enden af trachea, krydser superiort over broncus principalis dextra.
- Højre lunge